# Triepeolus bilineatus
Triepeolus bilineatus är en biart som beskrevs av Cockerell 1949. Triepeolus bilineatus ingår i släktet Triepeolus och familjen långtungebin. Inga underarter finns listade i Catalogue of Life.